# اس دولین
اس دولین (انگلیسی: Es Devlin؛ زادهٔ ۲۴ سپتامبر ۱۹۷۱) طراح صحنه و لباس، و طراح تولید اهل بریتانیا است.
وی همچنین برندهٔ جوایزی همچون جوایز لارنس الیویه و ۱۰۰ زن بی‌بی‌سی شده‌است.